# 不燃性
不燃性（ふねんせい）とは継続して燃焼しない性質のことである。

## 概要
JIS K6911にて規定するA法では、長さ127mm (5inch) ・幅および厚み12.7mm (1/2inch) の試験片に30秒間炎を当て、炎を取り去った後に試験片の燃焼が180秒以内に消え、かつ燃焼した長さが25mm以下の場合に不燃性を持つと定める。対義語は可燃性。酸素系漂白剤などは不燃性である